# Patio del Rey (Alcázar de Madrid)

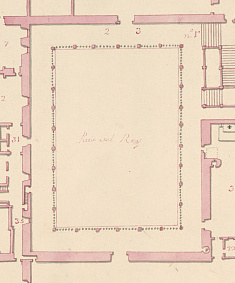
El patio del rey, en una planta del piso bajo, copia de la de Goméz de Mora.

El patio del Rey fue uno de los espacios más importantes del desaparecido Alcázar de Madrid. Constituía el patio más importante de los dos patios principales, junto con el de la Reina.

## Historia
El origen del patio se encuentra en la alcazaba árabe. Esta fortificación ya contaba con un espacio abierto en el centro de la misma.
Posteriormente, en época de los Trastámara, este espacio abierto va configurándose como patio, por medio de las construcciones de dos alturas realizadas en sus lados, como, por ejemplo, la capilla real en el lado oeste o la crujía del lado norte que incluía la cuadra rica. Estas últimas construcciones fueron emprendidas por Juan II en el primer tercio del siglo XV.
El patio se estructuraría en su forma definitiva como resultado de las reformas encargadas a Luis de Vega por Carlos I en 1537. Entre los años 1536 y 1539 se realizaron en el patio los corredores alrededor del mismo, sus techumbres, así como dos cisternas abovedadas.
Dentro de estas importantes obras, se decidió doblar el patio del rey hacia el este realizando el patio de la Reina que no se finalizaría hasta 1560. Fruto de este doble juego de patios, se construiría la escalera principal entre 1536 y 1547, que permitiría no solo el acceso al piso superior, sino cohesionar ambos patios y permitir la circulación continua entre ambos en el nivel del piso superior.
En 1629 se realizaron reparaciones sobre sus corredores, así como los del patio de la Reina.

## Descripción
Se trataba de un espacio de planta rectangular, de unos 1120 metros cuadrados. Era de tamaño algo menor al patio de la Reina que presentaba una planta cuadrada.Se encontraba rodeado en sus cuatro lados por galerías porticadas de dos alturas en estilo renacentista. La galería inferior se encontraba sostenida por arcos de medio punto.

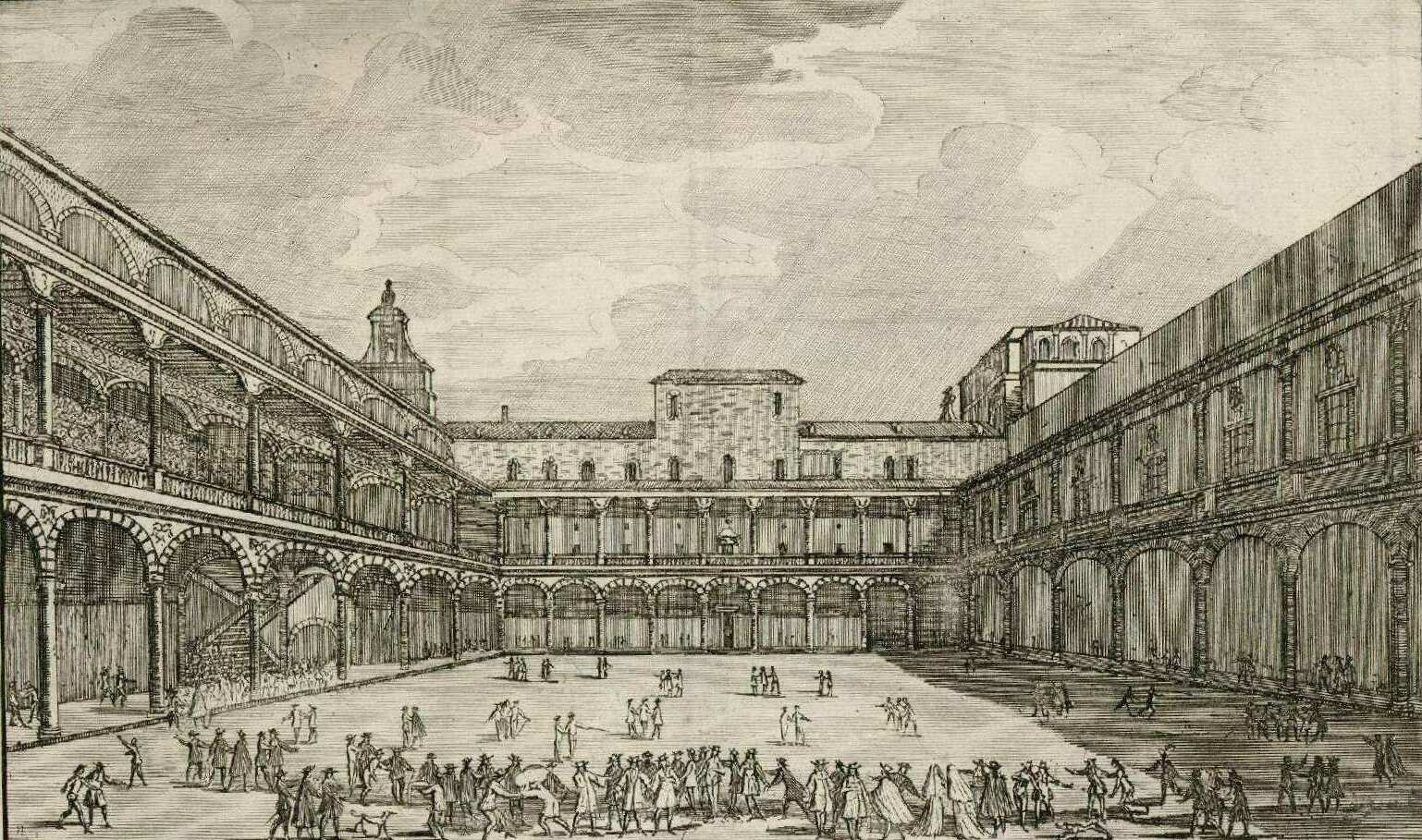
Vista del patio de la Reina, semejante al del Rey (hacia 1700).

Se accedía al patio por medio de un zaguán situado en la crujía sur, con entrada por la crujía sur del Alcázar.
En su crujía este (correspondiente a la crujía central del alcázar) se situaba la escalera principal que daba paso al piso superior y que presentaba un importante carácter ceremonial y especialmente artístico, al abrirse también al patio de la Reina con una estructura que superaba la tipología conocida como escalera claustral, por una escalera doble claustral.

El patio del rey era un espacio de gran bullicio, ya que, a su alrededor, y a la altura del piso bajo, se situaron gran parte de las oficinas de los consejos del régimen polisinodial que estaban aposentados en el Alcázar.En esta parte baja del patio, de acceso a litigantes en los consejos y al público en general. Hacia 1655, Antoine de Brunel escribía sobre la animación de la parte baja de los patios:
Por la mañana, a causa de que todos los consejeros se reúnen en el Palacio, se ve allí mucha gente; pero no es más que en los dos patios bajos. Las personas de negocios y los que tienen pretensiones, como dicen, se dirigen allí para gestionarlas. Vense allí, entre otros, multitud de tratantes para las levas de soldados, que solicitan allí su pago, y cuando quieren alistar caballería, llevan a todos los caballos a la plaza que hay delante del palacio,…
Además se desarrollaban otras actividades: existían mercaderes que vendían distintos bienes,desde libros, rosarios, botones o relojes hasta bienes de lujo como cofres de caoba, y prestaban servicios distintos escribanos. También se llegaron a realizar contrataciones de soldados.

## En la cultura
Como recoge Barrios Pintado, el patio llegó a ser objeto de un auto sacramental de Rojas Zorrilla, llamado Auto sacramental del gran Patio de Palacio.Además, de acuerdo con el autor señalado, el patio constituía, bajo el nombre de las Losas de Palacio, uno de los tres mentideros de Madrid junto con las gradas de San Felipe el Real.

### Individuales
1. 1 2  Castaño Perea, 2013, p. 823.
2. ↑  Castaño Perea, 2012, p. 827.
3. 1 2 3  Martínez Montero, Jorge (23 de septiembre de 2013). «Prácticas ceremoniales en la escalera del Alcázar de Madrid». Quintana: revista do Departamento de Historia da Arte 12 (12). ISSN 2340-0005. doi:10.15304/qui.12.1260. Consultado el 22 de agosto de 2023.
4. 1 2 3  Orson, 1986, p. 14.
5. ↑  Citado en Barrios Pintado, 2015, p. 253
6. ↑  Barrios Pintado, 2015, pp. 253-254.
7. ↑  Barrios Pintado, 2015, p. 253.
8. ↑  Barrios Pintado, 2015, p. 255.